# Æthelberht II. (East Anglia)

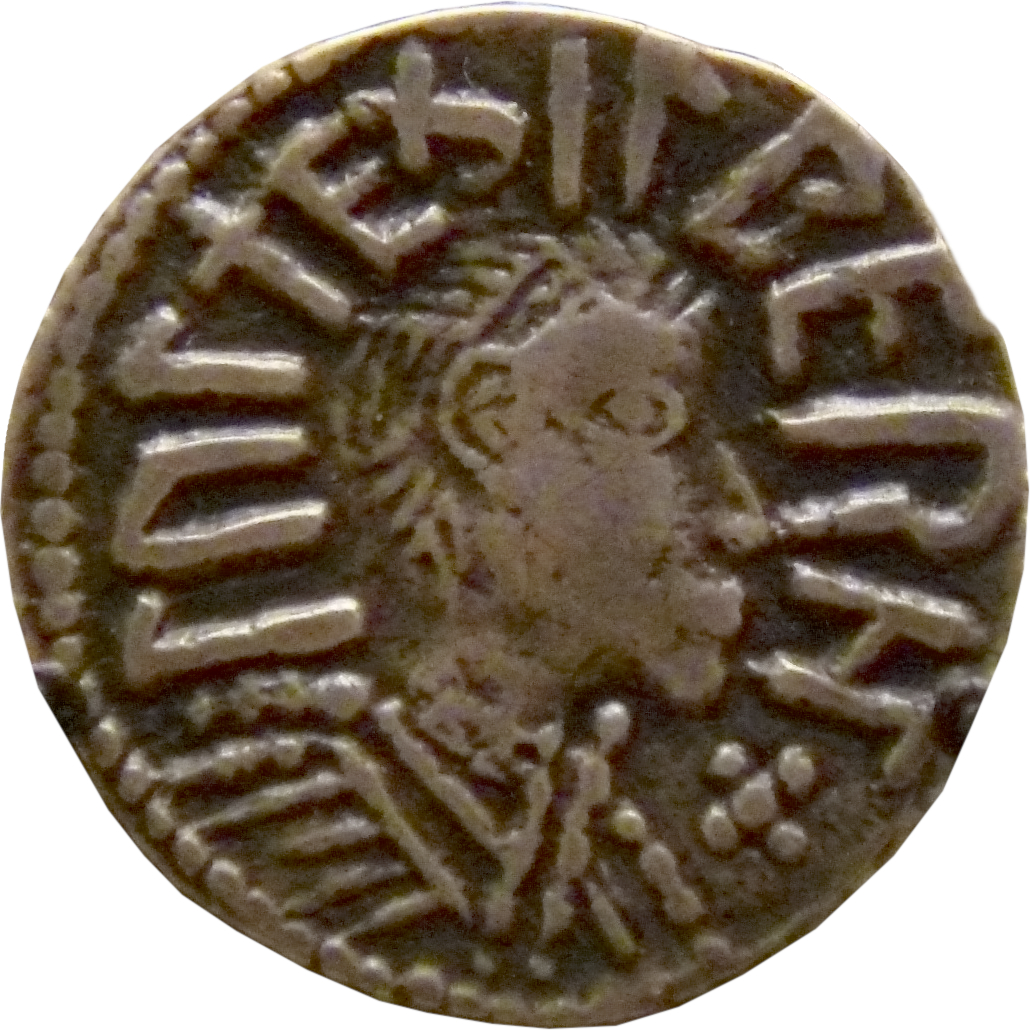
Eine der drei erhaltenen Münzen Æthelberhts

Æthelberht II. (auch Ethelbyrhtus, Æðelberht, Æðelbriht oder Æþelbryht; † 794) war ein König des angelsächsischen Königreichs East Anglia im späten 8. Jahrhundert. Er wird als Märtyrer und Heiliger verehrt.

## Leben
Zu Æthelberhts Leben wurden kaum historische Fakten überliefert. Die hoch- und spätmittelalterlichen Hagiografien zeugen zwar von seiner Bedeutung als Heiliger, doch ist ihre Aussagekraft zur geschichtlichen Person Æthelberhts gering.
Æthelberht ließ im Jahr 794 Münzen mit seinem Namen und Porträt prägen. Auf der Rückseite der Münzen war, nach römischem Vorbild oder in Anlehnung an die Dynastie der Wuffinger, die Kapitolinische Wölfin unter dem Wort „Rex“ (König) dargestellt. Diese selbstbewusste Provokation hat wahrscheinlich mit zu seinem Ende beigetragen. Æthelberht wurde im Jahr 794 auf Befehl des Königs Offa von Mercia enthauptet.

## Legenden und Verehrung
Der Kult um Æthelberht setzte unmittelbar nach seinem Tod ein. Bereits um 940 war ihm die Kirche in Hoxne (Suffolk) geweiht und um das Jahr 1000 auch die Kathedrale von Hereford. Hereford, dessen Schutzpatron Æthelberht ist, wurde zum Zentrum der Verehrung des Heiligen, der auch in East Anglia hohes Ansehen genoss. Ihm wurden insgesamt 14 Kirchen geweiht. Sein Festtag ist der 20. Mai. Auch nachdem die Waliser 1055 die Kathedrale von Hereford geplündert und seine Reliquien geraubt hatten, wurde sein Kult weitergeführt. Drei mittelalterliche Hagiografien wurden über Æthelberht verfasst.
Die älteste erhaltene Vita stammt von Matthäus Paris aus der Mitte des 13. Jahrhunderts. Nach Richard von Cirencester, einem Mönch und Geschichtsschreiber des späten 14. Jahrhunderts, war Æthelberht der Sohn des Königs Æthelred I. von East Anglia und seiner Frau Leofrana aus Mercia. Er soll ein Leben im Kloster erwogen haben, bevor er gedrängt wurde „Altrida“ (Ælfthryth), die Tochter des Königs Offa, zu heiraten. Trotz böser Omen reiste er zur Brautwerbung an Offas Hof Villa Australis in Sutton Walls (bei Hereford), wo er durch eine Intrige der Königin Cynethryth enthauptet wurde. Zunächst wurde Æthelberhts Leichnam verscharrt, aber bereits einige Tage später in einer Kirche von Hereford beigesetzt. Der Kopf soll nach Westminster Abbey überführt worden sein. Im Chronicon von John Brompton (um 1437) wurde die Legende weiter ausgeschmückt.